# Pterolophia nigroscutellata
Pterolophia nigroscutellata är en skalbaggsart som beskrevs av Pierre Lepesme 1953. Pterolophia nigroscutellata ingår i släktet Pterolophia och familjen långhorningar.
Artens utbredningsområde är Angola. Inga underarter finns listade i Catalogue of Life.